# Treignac
Treignac is een gemeente in het Franse departement Corrèze (regio Nouvelle-Aquitaine). De plaats maakt deel uit van het arrondissement Tulle. Treignac telde op 1 januari 2022 1.258 inwoners.

## Geografie
De oppervlakte van Treignac bedroeg op 1 januari 2022 36,73 vierkante kilometer; de bevolkingsdichtheid was toen 34,2 inwoners per km². Treignac ligt aan de rivier de Vézère. Aan de noordoost-zijde ligt het meer Lac des Barousses met een zwemstrand en de stuwdam Barrage de Treignac met een hydraulische installatie om elektriciteit op te wekken.
De onderstaande kaart toont de ligging van Treignac met de belangrijkste infrastructuur en aangrenzende gemeenten.

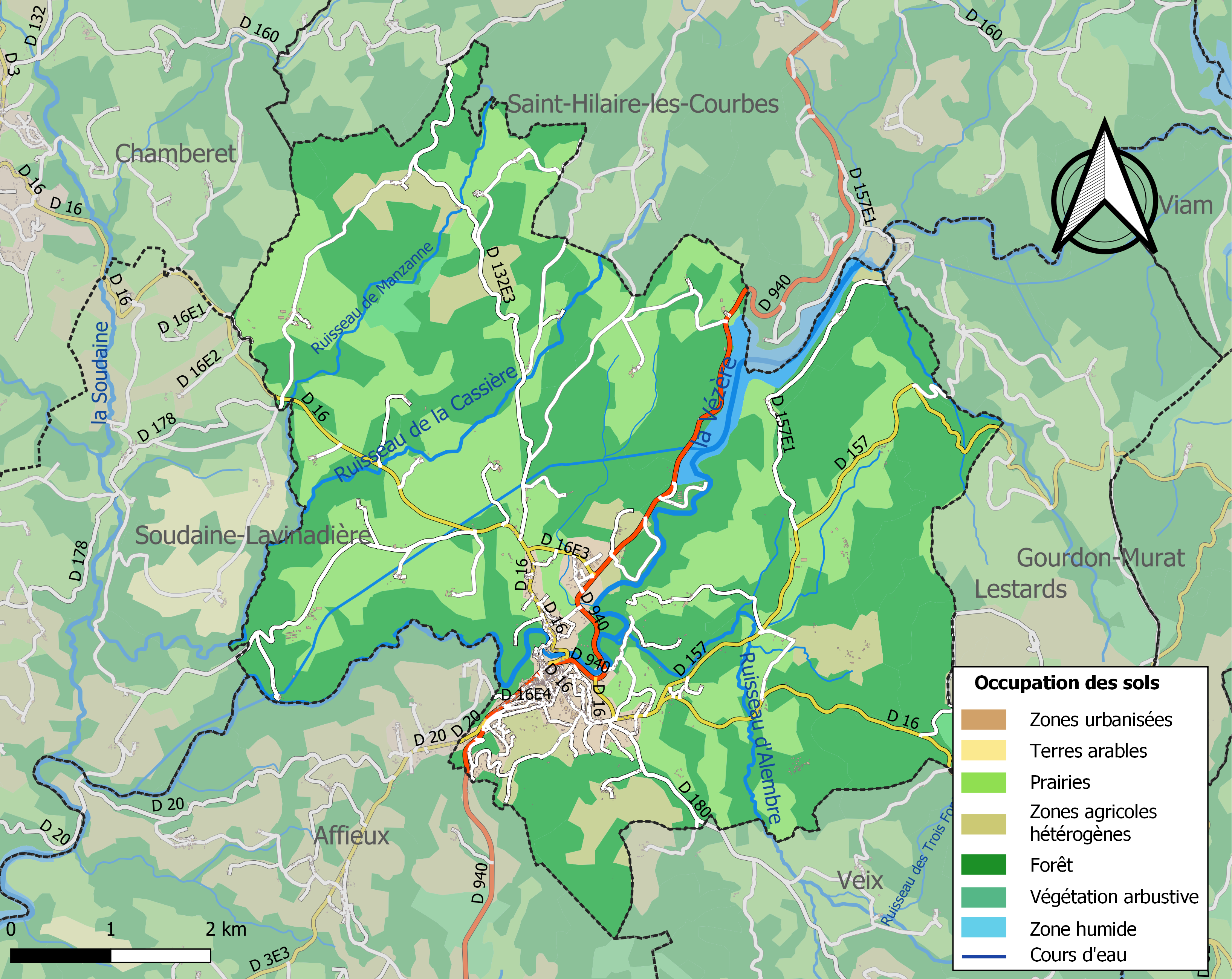

## Demografie
Onderstaande figuur toont het verloop van het inwonertal (bron: INSEE-tellingen).

## Afbeeldingen

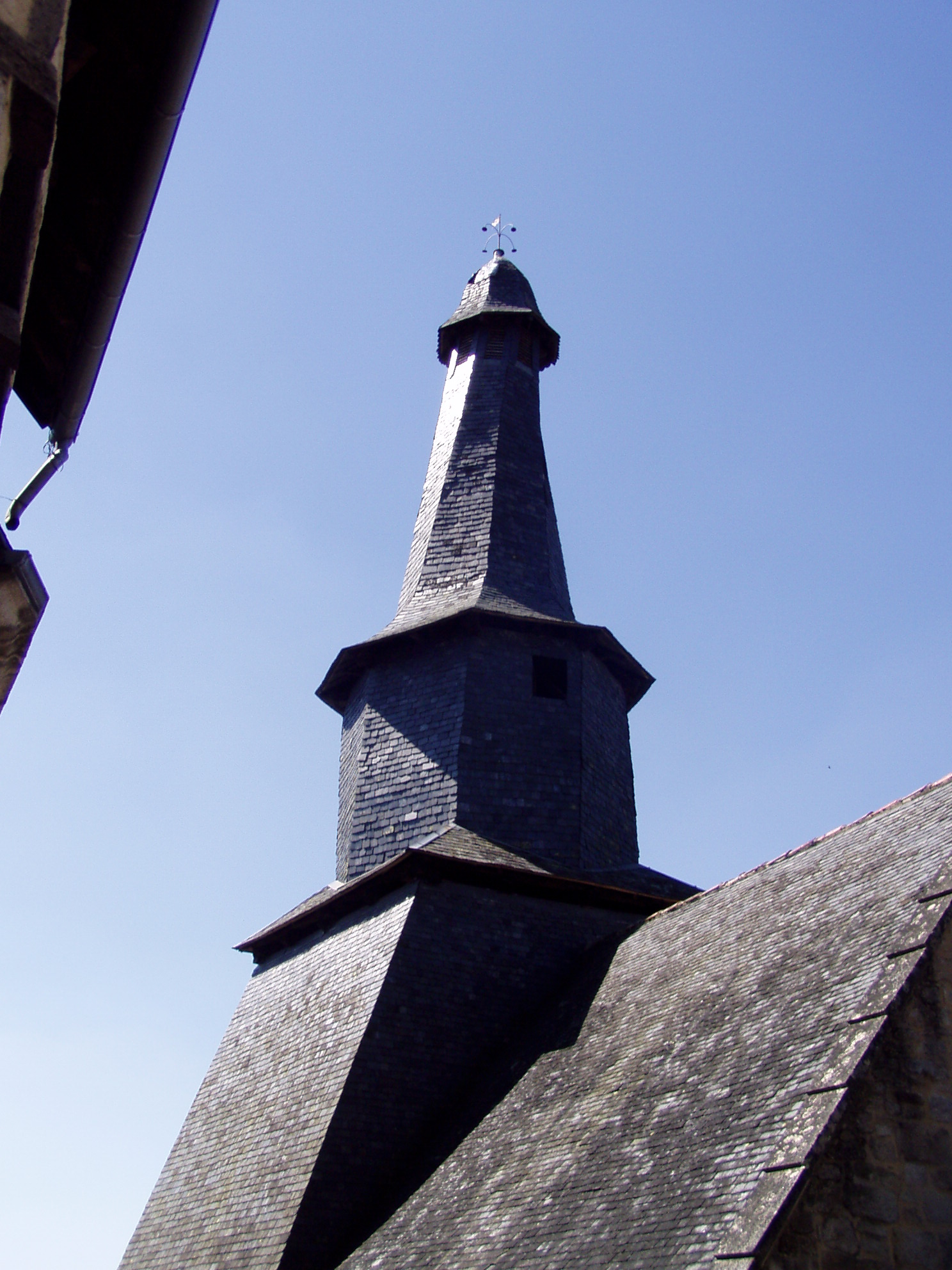
De gedraaide toren van de kapel Notre-Dame de la Paix
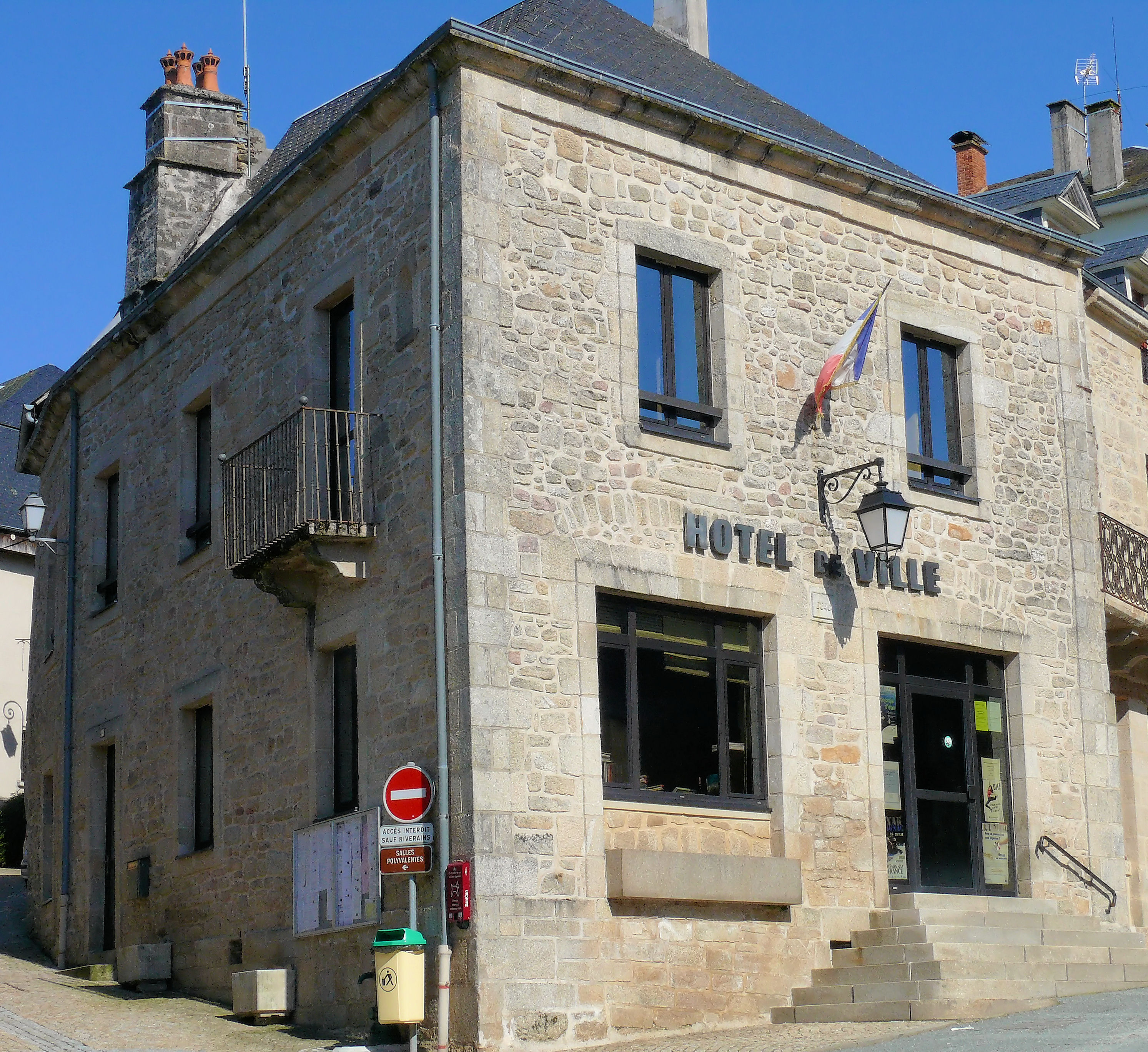
Stadhuis

## Cultuur en bezienswaardigheden
Treignac heeft een bezienswaardige stadskern. Hier staan huizen uit de 15e en 16e eeuw, en veel bouwwerken zijn als monument onder bescherming gesteld.
- de markthal uit de 15e eeuw
- het raadhuis en de voormalige kapel Notre-Dame-de-la-Paix uit de 17e eeuw met gedraaide toren
- de brug over de Vézère uit de 13e eeuw
- de kerk uit de 15e eeuw, met een kapel uit de 17e eeuw